# Пепломеры
Пепломеры (от греч. πέπλος — покров, мантия) — выраженные структуры в виде отростков на липопротеиновой оболочке (суперкапсиде), окружающей вирион.

## Состав и строение

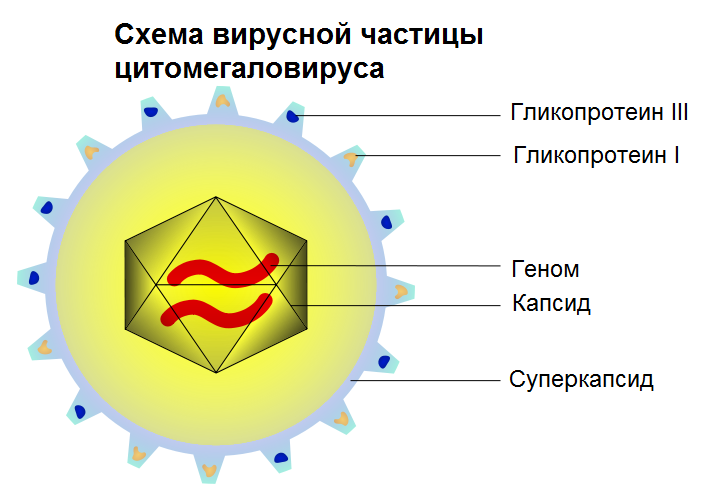
Схема оболочечного вируса на примере цитомегаловируса

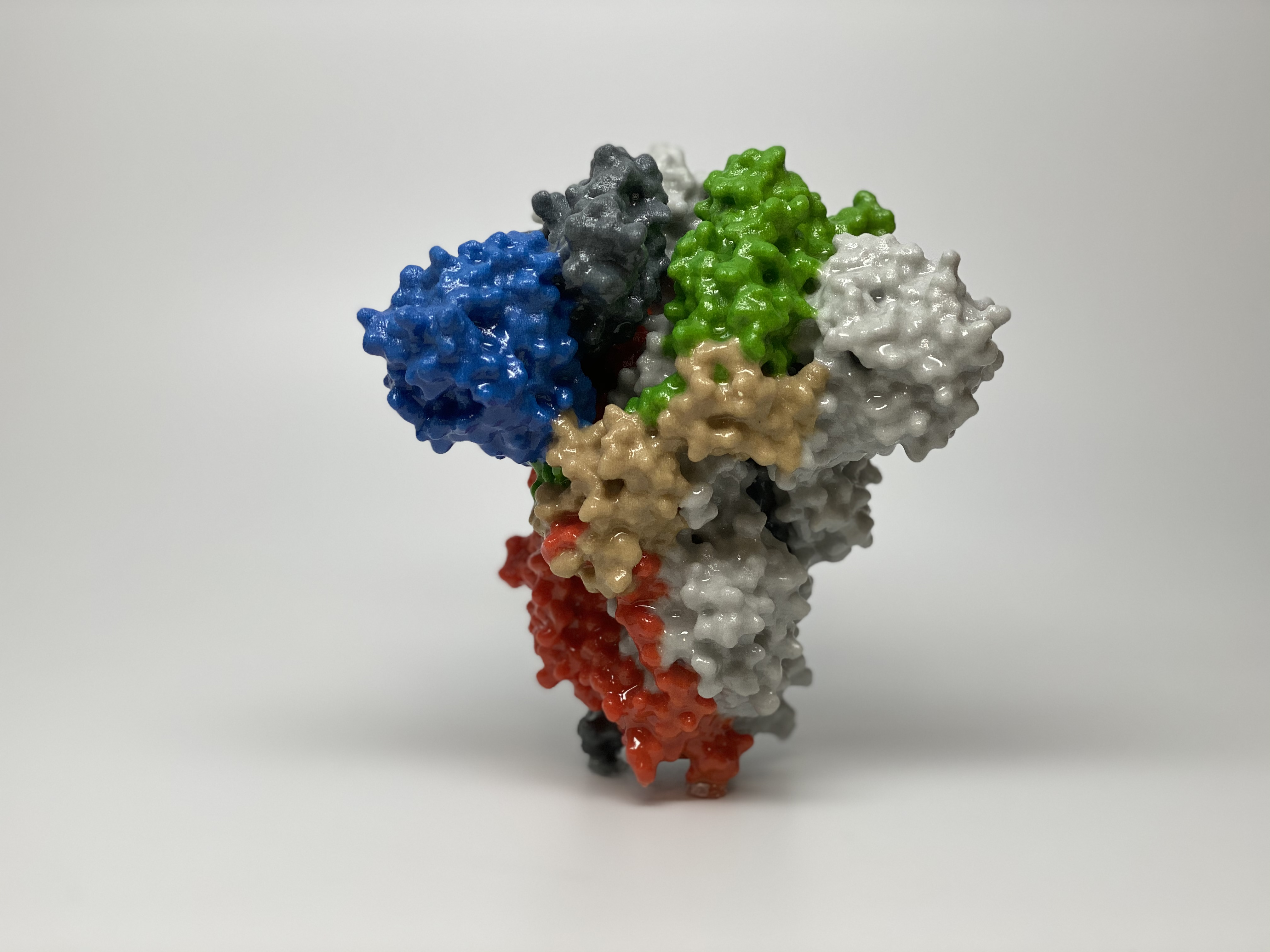
Строение пепломера вируса SARS-CoV-2 (3D-печать)

Пепломеры, как правило, состоят из гликопротеинов и могут как пронизывать липопротеиновый слой суперкапсида вириона, так и не доходить до капсида. Длина — 5-10 нм.
Пепломер может состоять из отдельных мембранных белков или собираться с образованием димеров или тримеров, причём субъединицы могут быть одинаковыми (гомомер) или разными (гетеромер).
У разных вирусов пепломеры имеют различное строение:
- Для вирусов гриппа (ортомиксовирусы) характерно наличие двух типов пепломеров: один (H) — состоит из гемагглютинина, а другой (N) — из нейраминидазы.
- У вирусов парагриппа (парамиксовирусы) один тип пепломеров состоит из гемагглютинина и нейраминидазы (HN), а второй — из «белка слияния» (F).
- У рабдовирусов имеется лишь один тип пепломеров, состоящий из одного гликопротеина.
- Пепломеры у коронавирусов напоминают солнечную корону, благодаря чему они и получили своё название. Для коронавирусов характерно наличие двух типов пепломеров: gpS (трансмембранный прикрепительный гликопротеин) и HЕ (гликопротеин, который вызывает слияние мембран).

## Функциональная роль
Пепломеры выполняют следующие две основные функции:
1. Рецепция и прикрепление. Позволяет вирусу распознавать специфические клеточные рецепторы и взаимодействовать с ними.
2. Проникновение. Позволяет сливаться с клеточными мембранами, что позволяет геному вируса проникнуть внутрь клетки.